# Boutersem
Boutersem es un municipio belga perteneciente a la provincia de Brabante Flamenco, en el arrondissement de Lovaina.
A 1 de enero de 2018 tiene 8167 habitantes.
Comprende los deelgemeentes de Boutersem, Kerkom, Neervelp, Roosbeek, Vertrijk y Willebringen.
Se ubica unos 5 km al este de Lovaina y su término municipal limita con la Región Valona.

## Demografía

### Evolución
Todos los datos históricos relativos al actual municipio, el siguiente gráfico refleja su evolución demográfica, incluyendo municipios después de efectuada la fusión el 1 de enero de 1977.
| Gráfica de evolución demográfica de Boutersem entre 1846 y 2020 |
|                                                                 |